# Filiation en France
La filiation est la transmission de la parenté lorsqu'une personne descend d'une autre.
Cet article est relatif aux aspects juridiques de la filiation en France.

## Définition
« La filiation n’est pas un fait biologique que le droit enregistre, c’est une institution que le droit construit (…). Elle est l’un de ces concepts dont l’ordre et l’essence sont proprement politiques. »

— Anne Lefebvre-Teillard, Introduction historique au droit des personnes et de la famille

## Historique
Sous l'Ancien Régime, les enfants nés hors mariage (les « bâtards », qu'ils soient naturels ou adultérins) n'héritaient ni ne pouvaient laisser d'héritage. En même temps qu'elle supprimait le droit d'aînesse, la Révolution accorda, par la loi du 12 brumaire an II (2 novembre 1793), à l'enfant naturel l'égalité des droits (à hériter) avec les enfants légitimes, et à l'enfant adultérin le tiers de la part qu'il aurait eue s'il avait été légitime. Cette réforme fut modérée par le Code Napoléon qui accorda à l'enfant naturel le tiers de la part qu'il aurait eue s'il avait été légitime (sans réserve héréditaire), et rien à l'enfant adultérin. En 1896, la Troisième République accorde à l'enfant naturel simple la moitié (et non plus le tiers) de l'héritage qu'il aurait eu autrement, avec réserve héréditaire (loi du 25 mars 1896),. En outre, à l'époque, l'enfant naturel ne pouvait hériter que de sa mère ou de son père, voire de ses frères et sœurs, mais pas de ses grands-parents.

### Évolutions entre 1900 et 1970
« La période qui s'étend de 1900 à 1970 voit l'enfant naturel, et donc la filiation par le sang, s'assurer une position toujours plus importante. »

— Marcela Iacub, L’Empire du ventre
La loi du 2 juillet 1907 reconnaît aux parents naturels (la mère seule le plus souvent), quoique avec restrictions, l'exercice de la puissance paternelle.
L'enfant adultérin, quant à lui, ne pouvait toujours rien réclamer en justice, ni filiation, ni héritage, ni pension alimentaire, situation qui perdura durant toute l'entre-deux-guerres. La loi du 15 décembre 1904 et celle du 7 novembre 1907 permettaient toutefois à sa mère de le légitimer, après remariage, avec son nouveau mari (ancien article 331 du Code civil). Des précisions aux possibilités de légitimation furent apportées par les lois du 30 décembre 1915, 7 avril 1917 et 25 avril 1924 (confirmées par la loi du 31 janvier 1928).
Les lois du 7 janvier 1917 et du 2 novembre 1941, ainsi que l'ordonnance du 2 décembre 1944, permettent, à titre exceptionnel, aux enfants des victimes de guerre de bénéficier d'une légitimation judiciaire sans mariage. La loi du 31 décembre 1959 permit la légitimation dans le cadre d'un mariage posthume.
La loi du 16 novembre 1912 permet pour la première fois l'action en recherche de paternité, quoique assortie de nombreuses restrictions (elle ne pouvait être ouverte que dans cinq cas : cas de viol ou de rapt ; de séduction dolosive ; d'aveu écrit du père présumé ; de concubinage notoire ; de participation à l'entretien et l'éducation de l'enfant par le père présumé, et deux fins de non-recevoir étaient prévues : l'inconduite notoire de la mère et la preuve de l'impossibilité de la paternité). Toutefois, après guerre, la loi du 15 juillet 1955 permet à l'enfant naturel d'ester en justice afin d'obtenir une pension alimentaire, sans que sa filiation ne soit cependant établie.
La loi du 14 décembre 1964 sur la tutelle et la loi du 4 juin 1970 sur l'autorité parentale avaient rapproché la situation des enfants nés dans le cadre du mariage et des enfants nés hors mariage, tout en maintenant une certaine inégalité.

### La réforme de 1972
La loi du 3 janvier 1972, préparée par le ministre René Pleven et l'ancien garde des Sceaux Jean Foyer, rapporteur du projet de loi à l'Assemblée nationale, assimila complètement la situation de l'enfant naturel et de l'enfant légitime, en déclarant : « L'enfant naturel a en général les mêmes droits et les mêmes devoirs que l'enfant légitime ; il entre dans la famille de son auteur ». L'enfant adultérin, quant à lui, a gagné les droits à établir sa filiation, et est considéré à part entière comme un membre de la famille, sauf pour ce qui concerne l'héritage, où il n'a droit qu'à la moitié de ce qu'il aurait eu droit en tant qu'enfant légitime ou naturel.
La loi apporte aussi une plus grande exigence de vérité biologique dans les filiations. Ainsi, il faut une preuve certaine pour établir la filiation - ce qui n'est pas le cas en matière de subsides. Dès lors, la paternité pouvait être efficacement rejetée en cas d'«inconduite notoire», voire de «débauche», de la mère  (sur la base des art. 340-1 et 342-4 du Code civil tels que promulgués par la loi no 72-3 du 3 janvier 1972).
Jean Foyer avait déclaré quelques années auparavant, en 1965 : « Il faudrait revenir à cette idée sage et simple que la filiation, c'est d'abord un fait, une réalité physiologique.  N'est-il pas quelque peu abusif de laisser ce fait dépendre exclusivement de la volonté, soit des parents, soit même de l'enfant ? ».
Tout enfant né dans le cadre du mariage bénéficie d'une présomption automatique de paternité : selon le droit, le mari est réputé être le père. Toutefois, la loi de 1972 a aussi permis le désaveu de paternité en cas d'impossibilité biologique ; on a aujourd'hui recours aux tests ADN pour vérifier celle-ci, qui n'étaient autorisés qu'en cas de présomptions et d'indices graves selon lesquels il y aurait eu adultère. La loi de 1972 a aussi innové par rapport au Code Napoléon en permettant à la femme de contester la paternité en cas de remariage. Une femme mariée peut aussi déclarer son enfant à son nom, en omettant d'inscrire le nom de son mari, ce qui en fait un « enfant naturel adultérin ».

### Évolutions entre 1972 et 2005
La loi du 25 juin 1982 rend suffisante la possession d'état pour établir la filiation naturelle.
La loi du 8 janvier 1993 a modifié le régime de la preuve de la filiation, en abrogeant notamment les cinq cas d'ouverture de la paternité naturelle prévue par la loi du 16 novembre 1912 et en l'ouvrant plus largement. Elle supprime la notion de «débauche» (art. 28 de la loi) et d'«inconduite notoire» de la mère (art. 60), qui ne peuvent plus être opposées pour contester la paternité.
La loi du 29 juillet 1994 a défini la filiation en cas de procréation médicalement assistée.
La loi « Mattei » du 5 juillet 1996 permit au ministère public de poursuivre les fraudes à l'adoption (simulation d’enfant).
La loi du 3 décembre 2001 abroge les restrictions frappant les droits successoraux des enfants adultérins.

### La réforme de 2005-2006
La distinction entre « enfant naturel » (enfants nés hors mariage) et « enfant légitime », héritée du Code Napoléon, a été abolie en droit français via une ordonnance, prise sur le fondement de la loi du 9 décembre 2004 de simplification du droit, présentée par le ministre de la justice Pascal Clément le 4 juillet 2005. Ce dernier reconnaissait que la distinction avait « perdu toute portée juridique et pratique depuis que le législateur avait consacré l'égalité parfaite entre les enfants quelle que soit leur filiation ». Si la loi sur les successions du 3 décembre 2001 avait notamment affirmé l'égalité en matière successorale, elle ne remettait pas en cause la distinction entre enfants « légitimes » et « naturels », alors que 46 % des enfants sont nés en 2003 hors mariage.
Selon le Garde des Sceaux, « la filiation maternelle sera établie par la désignation de la mère dans l'acte de naissance de l'enfant, qu'elle soit mariée ou non, et sans qu'elle ait besoin de faire la démarche de reconnaissance ; la présomption de paternité du mari, qui établit automatiquement la filiation à son égard, est par contre conservée. Les pères non mariés devront ainsi toujours reconnaître l'enfant pour établir le lien de filiation ». Par ailleurs, le texte a ramené de 30 à 10 ans le délai de prescription dans les actions judiciaires relatives à la filiation.
La réforme est entrée en vigueur le 1er juillet 2006 et a été ratifiée par la loi du 16 janvier 2009.

## L'établissement de la filiation
« La filiation est légalement établie, dans les conditions prévues au chapitre II du présent titre, par l'effet de la loi, par la reconnaissance volontaire ou par la possession d'état constatée par un acte de notoriété.

Elle peut aussi l'être par jugement dans les conditions prévues au chapitre III du présent titre. »
— Article 310-1 du Code civil
« La filiation se prouve par l’acte de naissance de l’enfant, par l’acte de reconnaissance ou par l’acte de notoriété constatant la possession d’état. »
— Article 310-3 du Code civil
« La filiation est établie, à l’égard de la mère, par la désignation de celle-ci dans l’acte de naissance de l’enfant. »
— Article 311-25 du Code civil

### En cas de don de gamètes
En cas de procréation médicalement assistée avec tiers donneur (IAD), il ne peut pas y avoir de désaveu de paternité si le mari a consenti à celle-ci devant un juge ou un notaire (sauf s'il réussit à prouver que le consentement est vicié : en ce cas, la filiation est annulée pour cause de dol). En outre, le don de sperme est, en accord avec la loi de bioéthique de 1994, anonyme et aucune filiation ne peut être établie avec le donneur.

## La filiation adoptive
La filiation adoptive naît avec la création par jugement d'un lien de filiation entre deux personnes qui, sous le rapport du sang, sont généralement étrangères l'une à l'autre. On distingue l'adoption plénière et l'adoption simple.

## La filiation incestueuse
« S'il existe entre les père et mère de l'enfant un des empêchements à mariage prévus par les articles 161 et 162 pour cause de parenté, la filiation étant déjà établie à l'égard de l'un, il est interdit d'établir la filiation à l'égard de l'autre par quelque moyen que ce soit. »
— Article 310-2 du Code civil
Le Code civil interdit ainsi l’adoption d’un enfant né d’un inceste par son père biologique, si ce père est le frère ou le parent en ligne directe de la mère. Cette disposition permet de ne pas reconnaître la parenté conjointe des incestueux. La Cour de cassation l'a confirmé dans sa jurisprudence.

## Recherche de paternité et de maternité
En France, les actions en recherche de paternité et de maternité font l'objet des articles 325 et 327 du Code civil (livre Ier : des personnes, titre VII : de la filiation, chapitre III : Des actions relatives à la filiation).
Les articles 340-2, 340-3, 340-4, 340-5, 340-6, 340-7, et 341 ont été abrogés par l’ordonnance du 4 juillet 2005.

## Pour approfondir